# 薄叶槭
薄叶槭（学名：Acer tenellum）为槭树科槭属下的一个变种。

## 扩展阅读
維基物種上的相關：薄叶槭